# 韓鋭
韓鋭（朝鮮語: 한예）は、中国宋の文官であり、朝鮮氏族の谷山韓氏の始祖である。
1206年に中国宋から8学士の一人として高麗に派遣され、その後帰化し、門下侍中平章事を務め、谷山府院君に封じられた。
韓鋭の息子の韓禧は密直副使を務め、韓鋭の孫の韓翊は版圖判書を務め、韓翊の息子の韓瑨は政堂文学を務めた。